# Vaccinium bullatum
Vaccinium bullatum är en ljungväxtart som först beskrevs av Paul Louis Amans Dop, och fick sitt nu gällande namn av Hermann Sleumer. Vaccinium bullatum ingår i Blåbärssläktet, och familjen ljungväxter. Inga underarter finns listade i Catalogue of Life.